# Helmer Tegengren

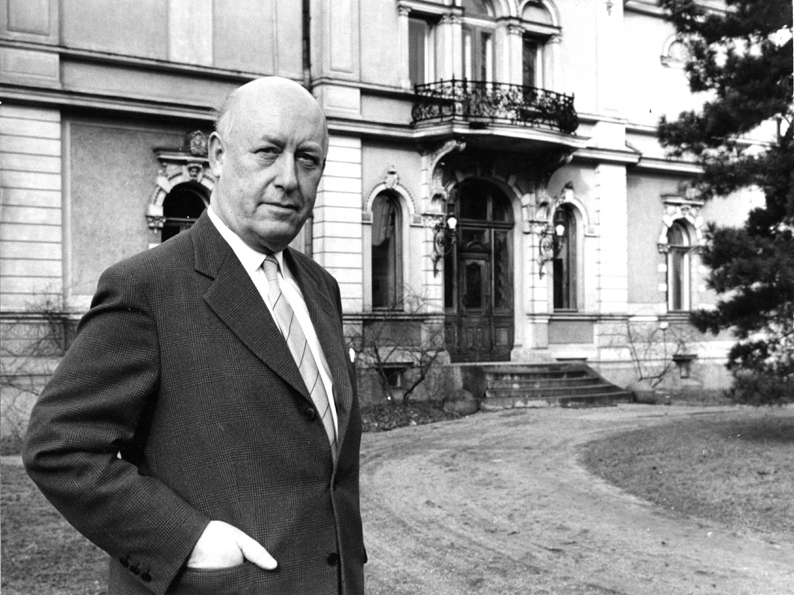
Helmer Tegengren på 1960-talet.

Helmer Tegengren, född 29 april 1904 i Närpes, död 9 februari 1974 i Åbo, var en finländsk historiker och folklivsforskare. Han var son till Jacob Tegengren.
Tegengren blev filosofie licentiat 1941. Han var 1934–1944 programchef vid Finlands rundradio i Åbo, 1945–1953 akademisekreterare vid Åbo Akademi och 1953–1971 professor i nordisk kulturhistoria och folklivsforskning.
Han författade bland annat Kronoby sockens historia (1943) och arbetet En utdöd lappkultur i Kemi lappmark (1952), där han behandlade de så kallade fiskelapparna och fastslog att tamrenhållningen är av relativt sent ursprung och att den samiska befolkningen i hög grad blandats och uppgått i den finska. Tegengren lade därmed grunden för åsikten att härstamningen för den samiska ursprungsbefolkningen i Finland måste utrönas ur flera släktled för att inte förväxlas med de renskötande samernas, som flyttat in från Norge och Sverige på 1800-talet. Han berkeiver även i boken att samer befolkat de allra flesta delar av Finland tillsammans med andra folk.